# Pytheas (kráter)

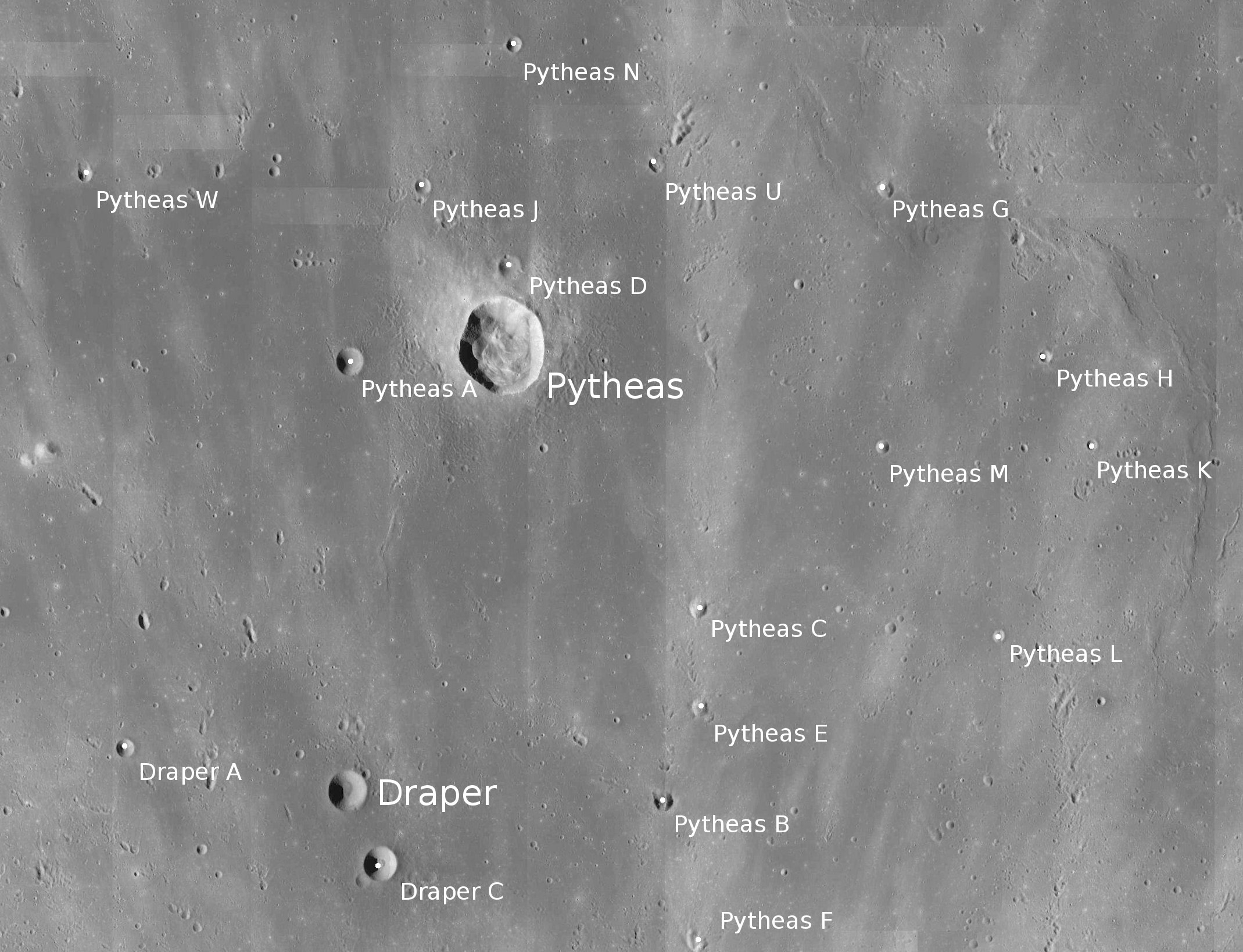
Kráter Pytheas a okolí.

Pytheas je impaktní kráter nacházející se v jižní části měsíčního moře Mare Imbrium (Moře dešťů) na přivrácené straně Měsíce. Má průměr 20 km, ostrý okrajový val a kopcovité dno.
Pojmenován je podle starořeckého obchodníka a mořeplavce Pýthea z Massalie.
Severně leží kráter Lambert, jihojihozápadně kráter Draper, více na jih pohoří Montes Carpatus (Karpaty) a za ním dominantní kráter Koperník.

## Satelitní krátery
V okolí kráteru se nachází několik dalších kráterů. Ty byly označeny podle zavedených zvyklostí jménem hlavního kráteru a velkým písmenem abecedy.
| Pytheas | Sel. šířka | Sel. délka | Průměr |
| ------- | ---------- | ---------- | ------ |
| A       | 20.5° S    | 21.7° Z    | 6 km   |
| B       | 17.5° S    | 19.4° Z    | 4 km   |
| C       | 18.8° S    | 19.1° Z    | 4 km   |
| D       | 21.1° S    | 20.5° Z    | 5 km   |
| E       | 18.1° S    | 19.0° Z    | 4 km   |
| F       | 16.5° S    | 19.1° Z    | 5 km   |
| G       | 21.6° S    | 17.7° Z    | 4 km   |
| H       | 20.5° S    | 16.5° Z    | 3 km   |
| J       | 21.6° S    | 21.1° Z    | 3 km   |
| K       | 19.9° S    | 16.2° Z    | 2 km   |
| L       | 18.6° S    | 16.9° Z    | 3 km   |
| M       | 19.9° N    | 17.7° Z    | 3 km   |
| N       | 22.5° S    | 20.5° Z    | 3 km   |
| U       | 21.7° S    | 19.4° Z    | 3 km   |
| W       | 21.7° S    | 23.7° Z    | 3 km   |